# Hjerneskader i amerikansk fodbold
Hjerneskader i amerikansk fodbold er et hyppigt diskuteret problem, der oftest har hjernerystelser og kronisk traumatisk encefalopati (CTE) som omdrejningspunkt.

## Historie
Fra 2012 har dr. Bennet Omalu, en retsmedicinsk patolog og neuropatolog i Pittsburgh, Pennsylvania, fundet CTE i hjernerne hos Mike Webster, Terry Long, Andre Waters, Justin Strzelczyk og Tom McHale. Omalu, der oprindeligt var medicinsk undersøger, og blev sidenhen associeret adjungeret professor i Californien, er medstifter af BIRI, og angiveligt var han med til obduktionen af Junior Seau i 2012, en tidligere NFL-spiller der begik selvmord i 2012.
Omalus deltagelse blev forhalet under obduktionen da Seaus søn tog sit mundtlige samtykke tilbage efter at have modtaget telefonopkald fra NFL-ledelsen, da både de og Seaus søn satte nu spørgsmålstegn ved Omalus professionelle etik, kvalifikationer og motivation. Seaus familie havde tidligere donerede hans hjernevæv til National Institute of Neurological Disorders and Stroke., da der blev spekuleret i at han led af en hjerneskade grundet CTE, og den 10. januar 2013 viste hjernepatologien at Seau havde tegn der tydede på CTE.
Mellem 2008 og 2010, blev ligene af tolv tidligere professionelle amerikanske fodboldspillere diagnosticeret med CTE postmortem af dr. Ann McKee.
Den 1. december 2012 dræbte Kansas City Chiefs' linebacker Jovan Belcher sin kæreste og kørte til Arrowhead Stadium og begik selvmord foran daværende General Manager Scott Pioli og cheftræner Romeo Crennel. Et år senere sagsøgte en familieadvokat, på vegne af Belchers mindreårige datter, Chiefs for bevidst at have ignoreret advarsler om CTE, hvilket muligvis førte til selvmordet. Advokaten hyrede også en medicinsk undersøger til at undersøge Belchers hjerne for tegn på CTE. Den 29. september 2014 blev det bekræftet at han led af CTE.
Pr november 2016, var 90 ud af 94 tidligere NFL-spillere diagnosticeret post-mortem med CTE af Dr. McKee. Tidligere Detroit Lions lineman og otte-dobbelt Pro Bowler Lou Creekmur, tidligere Houston Oilers og Miami Dolphins linebacker John Grimsley, tidligere Tampa Bay Buccaneers guard Tom McHale ,
tidligere Cincinnati Bengals wide receiver Chris Henry, former Chicago Bears safety Dave Duerson, og tidligere New England Patriots og Philadelphia Eagles running back Kevin Turner er alle blevet diagnosticeret med CTE post-mortem. Andre footballspillere diagnosticeret med CTE inkluderer tidligere Buffalo Bills stjerne-running back Cookie Gilchrist og Wally Hilgenberg. Dave Duerson, der begik selvmord i 2011, efterlod beskeder til de pårørende om at hans hjerne skulle doneres til forskning af CTE. Dette menes at være første gang at sådan en anmodning er efterladt ved et selvmord, der potentielt blev forbundet med CTE.
En obduktion lavet af Dr. McKee i 2010 på Owen Thomas hjerne, en 21-årig lineman på University og Pennsylvania der begik selvmord, viste tidlige tegn på CTE, og gjorde ham dermed til den næstyngste til at blive diagnosticeret med lidelsen. Thomas var den anden amatørspiller der blev diagnosticeret med CTE efter Mike Borich, der døde som 42-årig, også blev diagnosticeret af Dr. Mckee. Lægerne der lavede obduktionen indikererede at de ikke fandt en kausal forbindelse mellem den spirende CTE og selvmordet. Der var ikke registreret skadesperioder grundet hjernerystelse, men han var kendt som en spiller der spillede hårdt og "elskede at ramme folk". Thomas kan derfor have spillet med hjernerystelser og fået tusinder af hjernerystelsesagtige slag til hjernen I oktober 2010 døde den 17-årige Nathan Stiles timer efter hans high school-homecomingkamp, hvor han fik et slet der viste sig at være dråben der fik bægret til at flyde over. Han havde fået flere hjernerystelsesagtige og hjernerystelsesskabende slag til hovedet. CSTE diagnosticerede ham med CTE, hvorved han blev den yngste med diagnosen indtil nu.
NFL har taget foranstaltninger for at forhindre CTE. Fra juli 2011 ændrede NFL deres regler for at vende tilbage til spil.[kilde mangler] Antallet af træninger med kontakt er blevet reduceret, baseret på en overenskomst. I 2012 sagsøgte omkring 4.000 tidligere NFL-spillere ligaen, fordi de mente at ligaen havde fejlet i forhold til at beskytte spillerne mod hjernerystelse. Den 30. august 2013 indgik NFL et forlig med spillerne, til en værdi af $765 millioner. Forliget skabet en kompensationsfond på $675 millioner, fra hvilken tidligere NFL-spillere kan få penge, afhængigt af omfanget af deres lidelser. Svære lidelser, såsom Lou Gehrigs syge og postmortem diagnosticeret CTE vil kunne give udbetalinger på op til $5 millioner. Fra den resterende del af forliget vil $75 millioner blive brugt til medicinske undersøgelser, og $10 millioner til forskning og uddannelse. Men i januar 2014 ville den amerikanske distriktsdommer Anita B. Brody ikke accepterer det indgåede forlig fordi "pengene ikke tilstrækkeligt ville kompenserer de næsten 20.000 men der ikke var nævnt i søgsmålet." I det forlig Brody accepterede argumenterede hun for at personer "ikke kan kompenseres for CTE i livet, fordi ingen diagnostisk eller klinisk profil af CTE eksisterer, og symptomerne på sygdommen, hvis nogen, are ukendte." Den 22. april 2015 blev et endeligt forlig indgået mellem spillerne og NFL. Betingelserne inkluderede betalinger af NFL på $75 millioner for "baseline medicinske undersøgelser" til pensionerede spillere, $10 millioner til forskning og uddannelse, såvel som en ubestemt beløb til pensionerede "der kan demonstrere at de lider af en af flere svære hjernelidelser dækket af aftalen", med den totale udbetaling på over $1 milliard over 65 år.
I september 2016, annoncerede forskere fra Department of Veterans Affairs og Boston University at de havde identificeret CTE i 96 af de NFL-spillere de havde undersøgt, og i 79 procent af alle footballspillere.
 Den 14. marts 2016 anerkendte Jeff Miller fra NFL, at der var en sammenhæng mellem amerikansk fodbold og CTE ved rundbordsdiskussion om hjernerystelse.
Den 25. juli 2017 udgav Journal of the American Medical Association et opdateret studie der viste at ud af 111 hjerner fra afdøde NFL-spillere der var blevet undersøgt, havde 110 (99 %) CTE. Dette fik spillere til at stoppe deres aktive karrierer meget tidligt.
Den 21. september 2017 viste en obduktionsrapport fra Boston University at den tidligere tight end for New England Patriots, Aaron Hernandez havde Fase 3 CTE, da han begik selvmord som 27-årig i april 2017; og forskerne havde på dette tidspunkt aldrig set Fase 3 CTE i hjerner yngre end 46 år.
Den 12. december 2017 kom det frem at den tidligere running back fra Kansas City Chiefs, Larry Johnsen også udviste tegn på at have symptomer lignende Aaron Hernandez', herunder hukommelsesproblemer, selvmordstanker og tanker om at begå voldelige handlinger.

### Tidlige pensioneringer
Heisman Trophy-vinder og tidligere NFL All-Pro Bo Jackson sagde i et interview i 2017 med USA Today, at hvis han havde kendt til risikoen associeret med CTE, ville han aldrig have spillet football, og han fraråder sine børn at gøre det.
Uden for NFL-sæsonen 2015 stoppede et antal NFL-spillere, på grund af hjernerystelse og andre helbredsrisikoer. Den yngste, i marts, Chris Borland (24), skulle starte på sit andet år i ligaen efter en tredje rundt draft fra University of Wisconsin, og en flot rookie-sæson med San Francisco 49ers. Da han forklarede sin beslutning til ESPN sagde Borland "jeg vil helt ærligt bare gøre det der er bedst for mit helbred... Fra hvad jeg har undersøgt og hvad jeg har oplevet, mener jeg ikke det er risikoen værd. ESPN noterede sig at Borlands vej mod sin beslutning gik gennem en mulig hjernerystelse han spillede med i træningslejren. Han fortalt at han også havde "læst om Mike Webster, Dave Duerson og Ray Easterling", som alle ifølge ESPN var "diagnosticeret med den ødelæggende hjernesygdom kronisk traumatisk encefalopati, eller CTE, efter deres død" og at han talte med "prominente hjernerystelsesforskere og tidligere spillere efter sæsonen.
Uden for 2016-sæsonen trak A.J. Tarpley, Husain Abdullah, og Eugene Monroe sig alle sammen tilbage fra NFL, og gav som hovedårsag af de var bekymret over at få flere hovedeskader.